# Campionati svizzeri di sci alpino 1961
I Campionati svizzeri di sci alpino 1961 si svolsero a Crans-Montana nel mese di febbraio; furono assegnati i titoli di slalom gigante e slalom speciale, sia maschili sia femminili, mentre le discese libere furono cancellate. Oltre agli sciatori svizzeri poterono concorrere al titolo anche gli sciatori di nazionalità liechtensteinese.

## Risultati

### Uomini

#### Slalom gigante
| Pos. | Atleta      | Nazione  |
| ---- | ----------- | -------- |
| 1    | Roger Staub | Svizzera |
| ?    |             |          |
| ?    |             |          |

#### Slalom speciale
| Pos. | Atleta            | Nazione  |
| ---- | ----------------- | -------- |
| 1    | Adolf Mathis      | Svizzera |
| 2    | Georges Schneider | Svizzera |
| ?    |                   |          |

### Donne

#### Slalom gigante
| Pos. | Atleta           | Nazione  |
| ---- | ---------------- | -------- |
| 1    | Liselotte Michel | Svizzera |
| ?    |                  |          |
| ?    |                  |          |

#### Slalom speciale
| Pos. | Atleta           | Nazione  |
| ---- | ---------------- | -------- |
| 1    | Liselotte Michel | Svizzera |
| 2    | Margrit Gertsch  | Svizzera |
| ?    |                  |          |